# Liste der Monuments historiques in Montluel
Die Liste der Monuments historiques in Montluel führt die Monuments historiques in der französischen Gemeinde Montluel auf.

## Liste der Bauwerke
| Bezeichnung                  | Beschreibung | Standort              | Kennzeichnung | Schutzstatus | Datum | Bild           |
| ---------------------------- | ------------ | --------------------- | ------------- | ------------ | ----- | -------------- |
| Kapelle St-Barthélémy        |              | (Lage)                | PA00116432    | Inscrit      | 1930  | weitere Bilder |
| Kirche Notre-Dame-des-Marais |              | (Lage)                | PA00116433    | Inscrit      | 1982  | weitere Bilder |
| Hôtel de Condé               |              | 67, Grande-Rue (Lage) | PA00116435    | Inscrit      | 1982  | weitere Bilder |
| Hôtel de Condé               |              | 71, Grande-Rue (Lage) | PA00116436    | Inscrit      | 1975  | weitere Bilder |
| Hôtel de Condé               |              | 75, Grande-Rue (Lage) | PA00116434    | Inscrit      | 1981  | weitere Bilder |

## Liste der Objekte

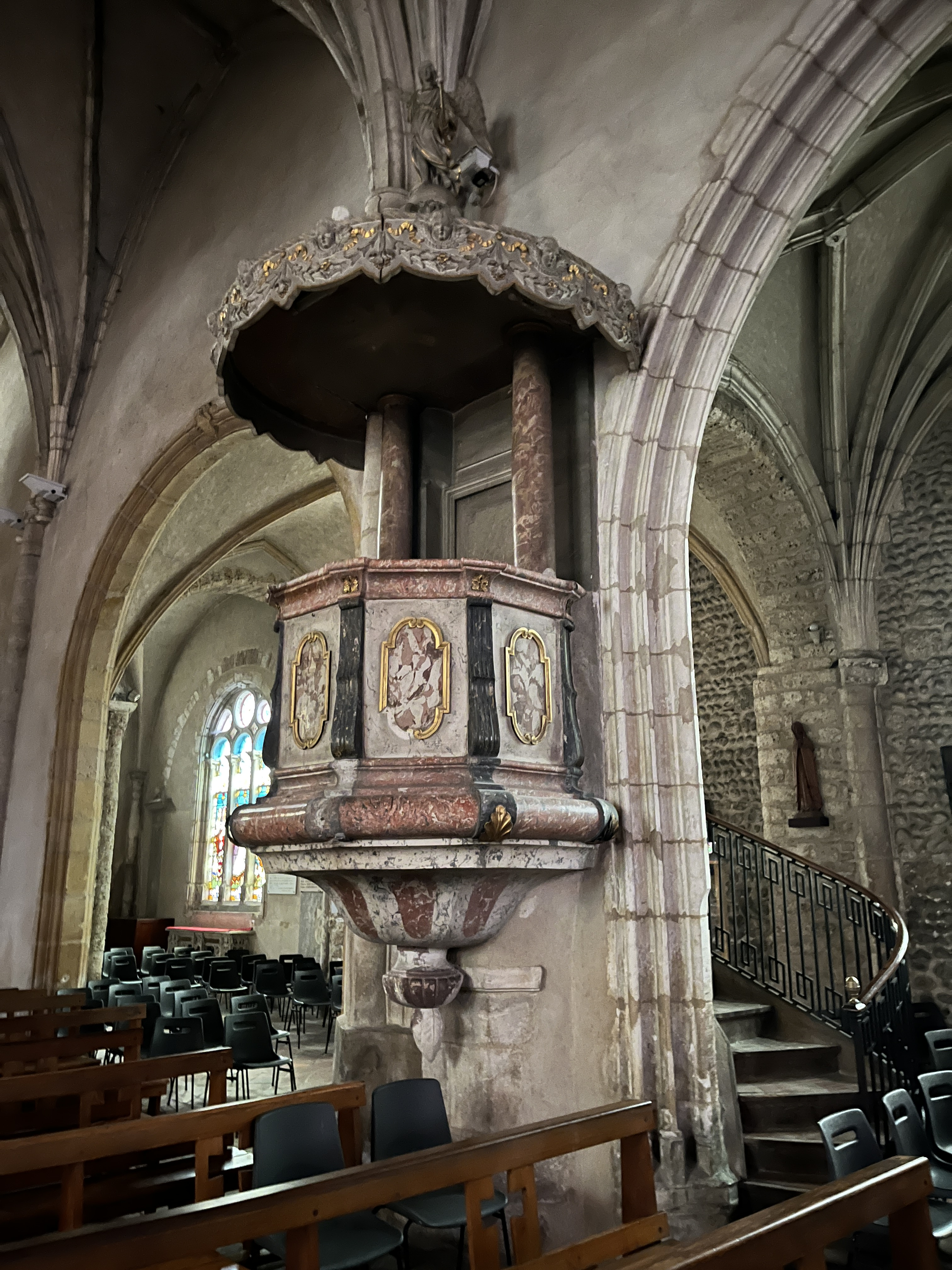
Kanzel aus dem Jahr 1788 in der Kirche Notre-Dame-des-Marais

- Monuments historiques (Objekte) in Montluel in der Base Palissy des französischen Kultusministeriums